# Martin Brest
Martin Brest est un réalisateur, scénariste, producteur, acteur et monteur américain, né le 8 août 1951 dans le Bronx à New York aux États-Unis.

## Biographie
Né dans le Bronx, Martin Brest suit des études de mathématiques à la Stuyvesant High School, puis entre à l’École de Cinéma de New York, où il débute en réalisant le court-métrage Hot Dogs for Gauguin, interprété par Danny DeVito. 
Admis comme boursier à l'American Film Institute, il y tourne en 1977 son premier long métrage Hot Tomorrows (en) (inédit en France), lui valant un contrat avec la Warner Bros. Deux ans plus tard, il écrit et réalise la comédie policière Going in Style (encore inédit), avec George Burns, Art Carney et Lee Strasberg. 
En 1984, c'est l'explosion, puisque Don Simpson et Jerry Bruckheimer lui confient la réalisation du Flic de Beverly Hills (Beverly Hills Cop), qui fera d'Eddie Murphy une superstar mondiale. Après ce succès international, Martin Brest dirige Robert De Niro et Charles Grodin dans Midnight Run. En 1992, le réalisateur s'attèle au remake de Parfum de femme (Profumo di donna) de Dino Risi, remplaçant Vittorio Gassman par Al Pacino. Produit et réalisé par ses soins, Le Temps d'un week-end sera nommé aux Oscars, et décroche celui du Meilleur acteur pour Al Pacino, qui empochera également le Golden Globe dans la foulée. Nouveau remake : Martin Brest adapte très librement Trois Jours chez les vivants, réalisé par Mitchell Leisen en 1934, pour tourner Rencontre avec Joe Black (Meeting Joe Black). Pour l'occasion, Martin Brest cumule une nouvelle fois les postes de producteur et de réalisateur.
Son dernier film en date, Amours troubles (Gigli), sorti en 2003, avec Jennifer Lopez, Ben Affleck et Al Pacino, fut un échec critique et commercial, récoltant sept récompenses et trois nominations aux Razzie Awards.

## Filmographie

### Comme réalisateur
- 1972 : Hot Dogs for Gauguin (court métrage)
- 1977 : Hot Tomorrows (en)
- 1979 : Going in Style
- 1984 : Le Flic de Beverly Hills (Beverly Hills Cop)
- 1988 : Midnight Run
- 1992 : Le Temps d'un week-end (Scent of a Woman)
- 1998 : Rencontre avec Joe Black (Meet Joe Black)
- 2003 : Amours troubles (Gigli)

### Comme producteur
- 1977 : Hot Tomorrows (en)
- 1988 : Midnight Run
- 1992 : Le Temps d'un week-end (Scent of a Woman)
- 1993 : Josh and S.A.M.
- 1998 : Rencontre avec Joe Black (Meet Joe Black)
- 2003 : Amours troubles (Gigli)

### Comme acteur
- 1972 : Hot Dogs for Gauguin : l'homme sur le ferry (court métrage)
- 1982 : Ça chauffe au lycée Ridgemont (Fast Times at Ridgemont High) : Dr Miller
- 1984 : Le Flic de Beverly Hills (Beverly Hills Cop) : l'employé de l'hôtel de Beverly Palms
- 1985 : Drôles d'espions (Spies Like Us) : l'agent de sécurité du Drive-In
- 1988 : Midnight Run : le vendeur de billets d'avion

### Comme scénariste
- 1972 : Hot Dogs for Gauguin (court métrage)
- 1977 : Hot Tomorrows (en)
- 1979 : Going in Style
- 2003 : Amours troubles (Gigli)

### Comme monteur
- 1972 : Hot Dogs for Gauguin (court métrage)
- 1977 : Hot Tomorrows (en)

## Récompenses et distinctions

### Nominations
- Oscars du cinéma 1993 : Meilleur réalisateur pour Le Temps d'un week-end
- Razzie Awards 2004 :
  - Pire réalisateur pour Amours troubles (Gigli)
  - Pire scénariste pour Amours troubles (Gigli)

## À noter
- Martin Brest fut le premier réalisateur de WarGames (1983), mais fut remplacé par John Badham à la suite d'une dispute avec les producteurs sur le plateau de tournage. Certaines de ses scènes figurent dans le film.